# Saint-Viaud
Saint-Viaud (bret. Sant-Widel-Skovrid) – miejscowość i gmina we Francji, w regionie Kraj Loary, w departamencie Loara Atlantycka.
Według danych na rok 2010 gminę zamieszkiwało 2116 osób, a gęstość zaludnienia wynosiła 64 osoby/km².